# Plantenpaspoort
Het plantenpaspoort is een officieel document dat vereist is bij het fytosanitair vrijgeven van stekken, zaden, jonge planten en bomen en het verhandelen ervan binnen de Europese Unie.  Dit document moet bij vervoer van de planten binnen de EU aanwezig zijn. Het is geen echt document, maar een set verplichte informatie dat op de documentatie vermeld moet zijn. Met deze informatie is het mogelijk om de oorspronkelijke producent op te kunnen sporen.
Het plantenpaspoort is sinds 1993 van kracht in de EU. Het wordt pas afgegeven wanneer het materiaal geheel vrij is van quarantaine-organismen. Voordat dit systeem in werking was, werden de planten in het exporterende land en in het importerende land geïnspecteerd en werden de planten met een fytosanitair certificaat getransporteerd. Dit systeem was niet meer werkbaar toen de grenzen opengingen. Het plantenpaspoortsysteem kwam toen in de plaats van het systeem met het fytosanitair certificaat. 
Het plantenpaspoort is niet voor alle planten verplicht, maar voor een beperkt aantal planten en plantaardige producten. Voor sommige planten geldt de plantpaspoortplicht alleen voor sommige gebieden binnen de EU. De planten met een plicht staan aangegeven in de fytorichtlijn. 
In Nederland is de Nederlandse Voedsel- en Warenautoriteit verantwoordelijk voor de afgifte ervan. Inspecties worden door de vier keuringsdiensten BKD, KCB, NAK en Naktuinbouw uitgevoerd. 
In België is het Federaal Agentschap voor de Veiligheid van de Voedselketen (FAVV) de bevoegde administratie.  

## Inhoud Plantenpaspoort

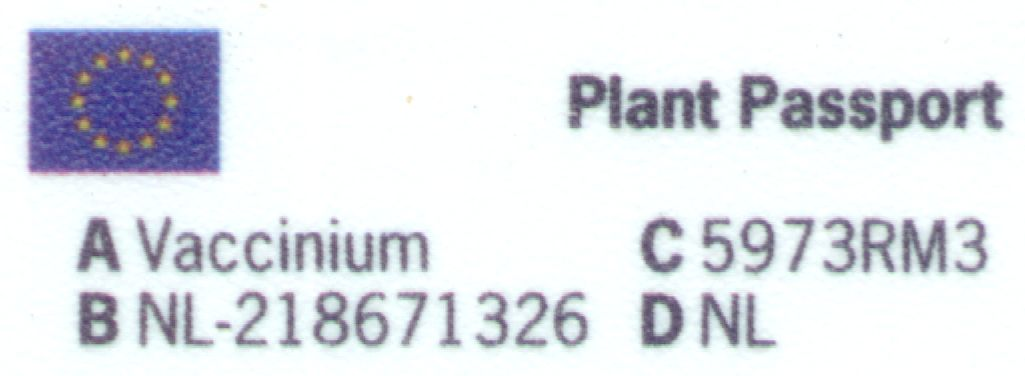
Een plantenpaspoort op het etiket van een blauwe bessenstruik (Vaccinium corymbosum)

Het plantenpaspoort is een informatieblok bestaande uit zes elementen:
- In de linkerbovenhoek de vlag van de Europese Unie;
- In de rechterbovenhoek het woord "Plant Passport”;
- De letter "A", gevolgd door de botanische naam;
- De letter "B", gevolgd door een tweeletterige landcode, een koppelteken en het registratienummer van de producent of leverancier;
- De letter „C”, gevolgd door de traceerbaarheidscode van de plant, het plantaardig product of het andere materiaal in kwestie;
- De letter "D", gevolgd door een tweeletterige landcode voor het land van oorsprong.

## Bron
- Plantenpaspoort NVWA, geraadpleegd 11 april 2020